# Ndalu de Almeida
Ndalu de Almeida, alias Ondjaki (Luanda, 5 de julio de 1977), es un escritor angoleño residente en Brasil.

## Trayectoria

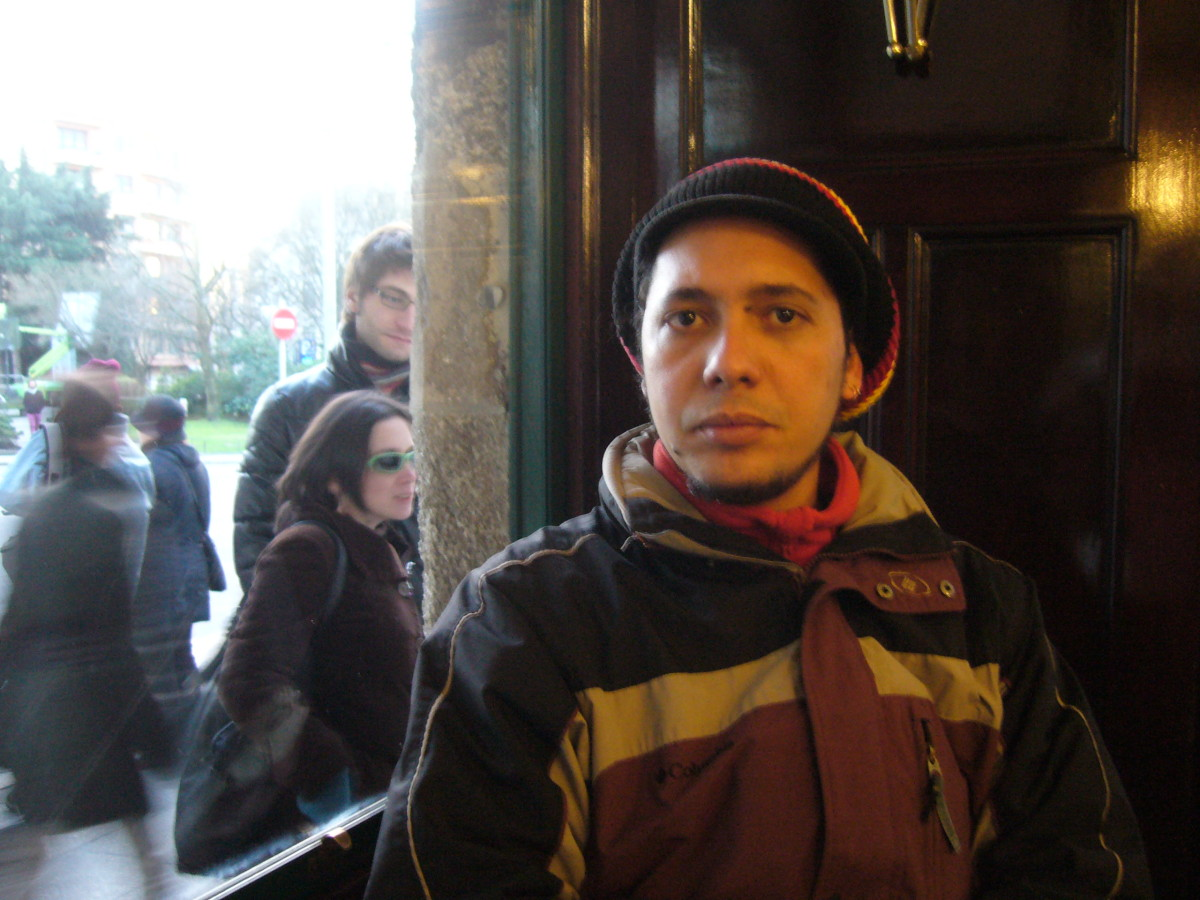
Ondjaki en Santiago de Compostela, 2012.

Estudió sociología en la Universidad de Lisboa y escribió su tesis sobre el escritor angoleño Luandino Vieira. Su primera publicación salió en 2000, el libro de poesía Actu Sanguíneu, que fue seguido por un libro de memorias de infancia, Bom dia camaradas, en 2001. Su cuerpo de trabajo incluye cinco novelas, cuatro colecciones de cuentos, seis colecciones de poesía, y seis libros infantiles. También ha realizado un documental sobre su ciudad nativa. Sus libros han sido traducidos en ocho idiomas.
En 2008 Ondjaki fue galardonado el Grinzane for Africa Prize en la categoría de Mejor Escritor Joven. En 2012, fue nombrado por Zukiswa Wanner en The Guardian como un de los mejores escritores Africanos. Es uno de 39 escritores con menos de 40 años del África Subsahariana que en abril de 2014 fueron elegidos como parte del proyecto Africa39 de Hay Festival.
En 2013 Ondjaki ganó el Premio Saramago con su novela Os transparentes (2012).

## Obra
- Actu Sanguíneu (Poesía, 2000)
- Bom Dia Camaradas (Novela, 2001)
- Momentos de Aquí (Cuentos, 2001)
- O Assobiador (Novela, 2002)
- Há Prendisajens com o Xão (Poesía, 2002)
- Ynari: A Menina das Cinco Tranças (Infantil, 2004)
- Quantas Madrugadas Tem A Noite (Novela, 2004)
- E se Amanhã o Medo (Cuentos, 2005)
- Os da minha rua (Cuentos, 2007)
- Avó Dezanove e o segredo do soviético (Novela, 2008)
- O leão e o coelho saltitão (Infantil, 2008)
- Materiais para confecção de um espanador de tristezas (Poesía, 2009)
- Os vivos, o morto e o peixe-frito (Teatro, 2009)
- O voo do Golfinho (Infantil, 2009)
- Dentro de mim faz Sul, seguido de Acto sanguíneo (Poesía, 2010)
- A bicicleta que tinha bigodes (Juvenil, 2011)
- Os Transparentes (Novela, 2012
- Uma escuridão bonita (Juvenil, 2013)
- Sonhos azuis pelas esquinas (Cuentos, Portugal/Caminho, 2014)
- Os vivos, o morto e o peixe frito (Teatro, 2014)
- O céu não sabe dançar sozinho (Cuentos, Brazil/Lingua Geral, 2014)
- O Carnaval da Kissonde (Infantil, Portugal, 2015)
- Os modos do mármore (Poesia, Galiza, 2015)
- Verbetes para um dicionário afetivo (coautor; Portugal, 2015)
- O convidador de pirilampos (Infantil, Portugal, 2017)
- Há gente em casa (Poesia, Portugal, 2018)

## Premios
- Mención Honorable en el Prémio António Jacinto (Angola, 2000) con Actu Sanguíneu (poesia)
- Prémio Sagrada Esperança (Angola, 2004) con E se amanhã o medo (cuentos),
- Prémio Literário António Paulouro (Portugal, 2005) con E se amanhã o medo (cuentos),
- Finalista del Prémio Portugal Telecom (Brasil, 2007), con Bom dia Camaradas.
- Grande Prémio APE (Portugal, 2007) con Os da minha rua
- Finalista del Prémio Portugal Telecom (Brasil, 2008), con Os da minha rua.
- Grinzane for Africa Prize - Young Writer (Etiopía/Italia/2008)
- Prémio FNLIJ 2010 “literatura em Língua Portuguesa”, con AvóDezanove e o segredo do soviético [Brasil]
- Prémio Jabuti, categoría ‘juvenil’, con el libro AvóDezanove e o segredo do soviético (2010)
- Finalista del Prémio São Paulo de Literatura 2010, con AvóDezanove e o segredo do soviético [Brasil]
- Finalista del Prémio Portugal Telecom (Brasil, 2010), con AvóDezanove...
- Prémio Caxinde do Conto Infantil, con Ombela, a estória das chuvas (Angola, 2011)
- Prémio Bissaya Barreto 2012, con A bicicleta que tinha bigodes (Portugal, 2012)
- Prémio FNLIJ 2013 “literatura em Língua Portuguesa”, con A bicicleta que tinha bigodes [Brasil]
- Prémio José Saramago 2013 con la novela Os transparentes
- Prémio FNLIJ 2014 “literatura em Língua Portuguesa”, con Uma escuridão bonita [Brasil]
- Prémio Littérature-Monde 2016, en la categoría de literatura no francesa, con el libro Os Transparentes

## Traducciones
- Italia
  - “Il Fischiatore” - [O Assobiador] Editora: Lavoro, 2005; Traducción de: Vincenzo Barca
  - “Le aurore della notte” - [Quantas madrugadas tem a noite] Editora: Lavoro, 2006; Traducción de: Vincenzo Barca
  - “Buongiorno compagni!” - [Bom dia Camaradas] Editora: Iacobelli, 2011; Traducción de: Livia Apa
  - “NonnaDiciannove e il segreto del sovietico” - [AvóDezanove e o segredo do soviético] Editora: Il Sirente, 2015; Traducción de: Livia Apa

- Uruguay
  - “Buenos días camaradas” - [Bom dia Camaradas] Editora: Banda Oriental, 2005; Traducción de: Ana García Iglesias

- Suiza
  - “Bonjour Camarades” - [Bom dia Camaradas] Editora: La Joie de Lire (French rights), 2005; Traducción de: Dominique Nédellec
  - “Bom Dia Camaradas: Ein Roman aus Angola” Editora: NordSüd 2006; Traducción de: Claudia Stein
  - “Ceux de ma rue” - [Os da minha rua] Editora: La Joie de Lire, 2007; Traducción de: Dominique Nédellec

- España
  - “Y si mañana el miedo” - [E se amanhã o medo] Editora: Xordica, 2007; Traducción de: Félix Romeo
  - “Buenos dias camaradas” - [Bom dia Camaradas] Editora: Txalaparta, 2010; Traducción de: Ana García Iglesias

- Reino Unido
  - “The Whistler” - [O Assobiador] Editora: Aflame Books, 2008; Traducción de: Richard Bartlett

- Canadá
  - “Good Morning Comrades” - [Bom dia Camaradas] Editora: Biblioasis (rights for Canada/USA), 2008; Traducción de: Stephen Henighan
  - “GrandmaNineteen and the soviet’s secret” - [AvóDezanove e o segredo do soviético] Editora: Biblioasis (rights for Canada/USA), 2014; Traducción de: Stephen Henighan

- México
  - “Buenos dias camaradas” - [Bom dia Camaradas] Editora: Almadía, 2008; Traducción de: Ana García Iglesias
  - “Los transparentes” - [Os transparentes] Editora: 2014; Traducción: Ana García Iglesias

- Argentina
  - “El Silbador” - [O Assobiador] Editora: Letranómada, 2011; Traducción de: Florencia Garramuño
  - “Los transparentes” - [Os transparentes] Editora: Letranómada, 2014
  - "Buen día, camaradas" - [Bom dia Camaradas] Editoria: Cántaro, 2018; Traducción de: Evelia romano

- Serbia
  - “Dobar dan, drugovi” - [Bom dia Camaradas] Editora: Krativni centar, 2009; Traducción de: Ana Kuzmanović-Jovanović

- Suecia
  - [O Assobiador] Editora: Tranan, 2009; Traducción de: Yvonne Blank
  - [Bom dia camaradas] Editora: Tranan, 2010; Traducción de: Yvonne Blank
  - [Ynari: a menina das cinco tranças] Editora: Tranan, 2010; Traducción de: Yvonne Blank

- Cuba
  - “Buenos dias, compañeros” - [Bom dia Camaradas] Editora: Editorial Gente Nueva, 2010; Traducción de: Ana Garcia Iglesias

- Polonia
  - [Avó Dezanove e o segredo do soviético] Editora: Karakter 2012

- Frania
  - “Les Transparent” - [Os transparentes] Editora: Métailié, 2015; Traducción: Danielle Schramm

- Alemania
  - “Die Durchsichtigen” - [Os transparentes] Editora: Wunderhorn, 2015; Traducción: Michael Kegler